# Соборна вулиця (Рівне)
Вулиця Соборна — центральна вулиця міста Рівне. Сучасна назва знаменує той факт, що на вулиці розташовані два собори (Свято-Воскресенський та Покровський), костел (Святих Апостолів Петра і Павла і Божого Милосердя), а також символізує прагнення українців до соборності українських земель у єдиній Українській самостійній державі.

## Історія
Впродовж різних періодів історії вулиця мала такі назви:
- Російська імперія — вулиця Шосова (з 1857 року), бо тут пролягало шосе Київ — Берестя;
- Друга Річ Посполита — вулиця 3 Травня (на честь першої польської Конституції);
- Третій Рейх — вулиця Адольфа Гітлера;
- СРСР — вулиця Сталіна (1940—1950-ті), вулиця Ленінська (1960—1980-ті);
- Незалежна Україна — вулиця Соборна (з 30 січня 1991 року).

## Світлини

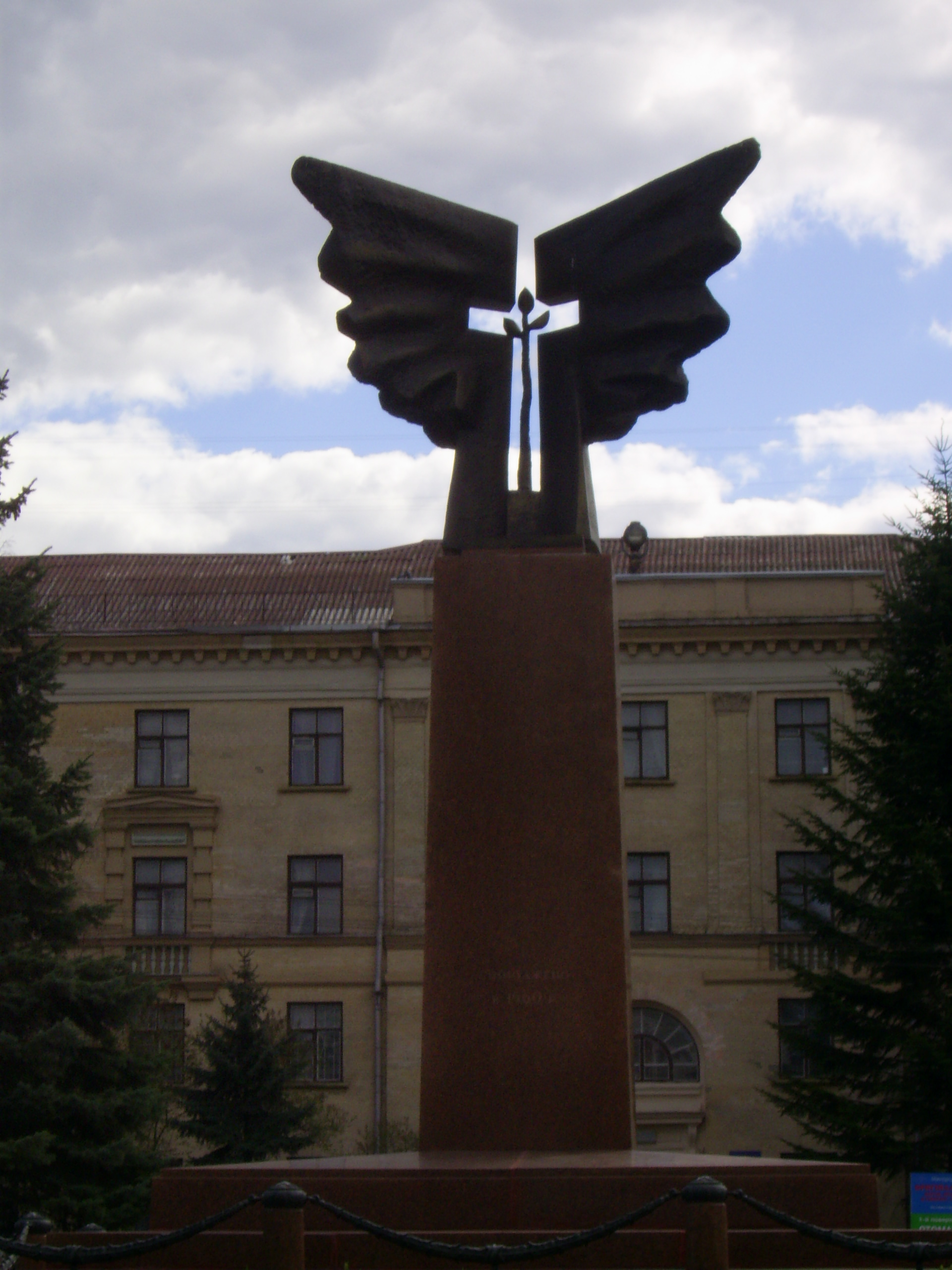
Пам'ятник борцям за волю України біля Рівненської міської ради
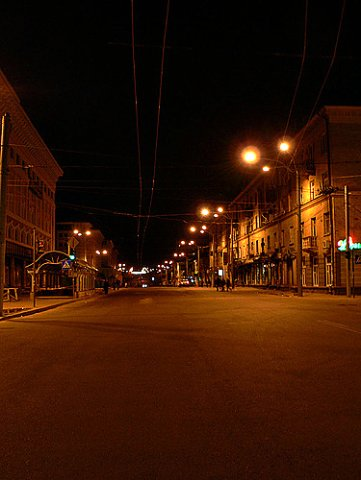
Вулиця Соборна вночі
Танк на вулиці Соборна у Рівному
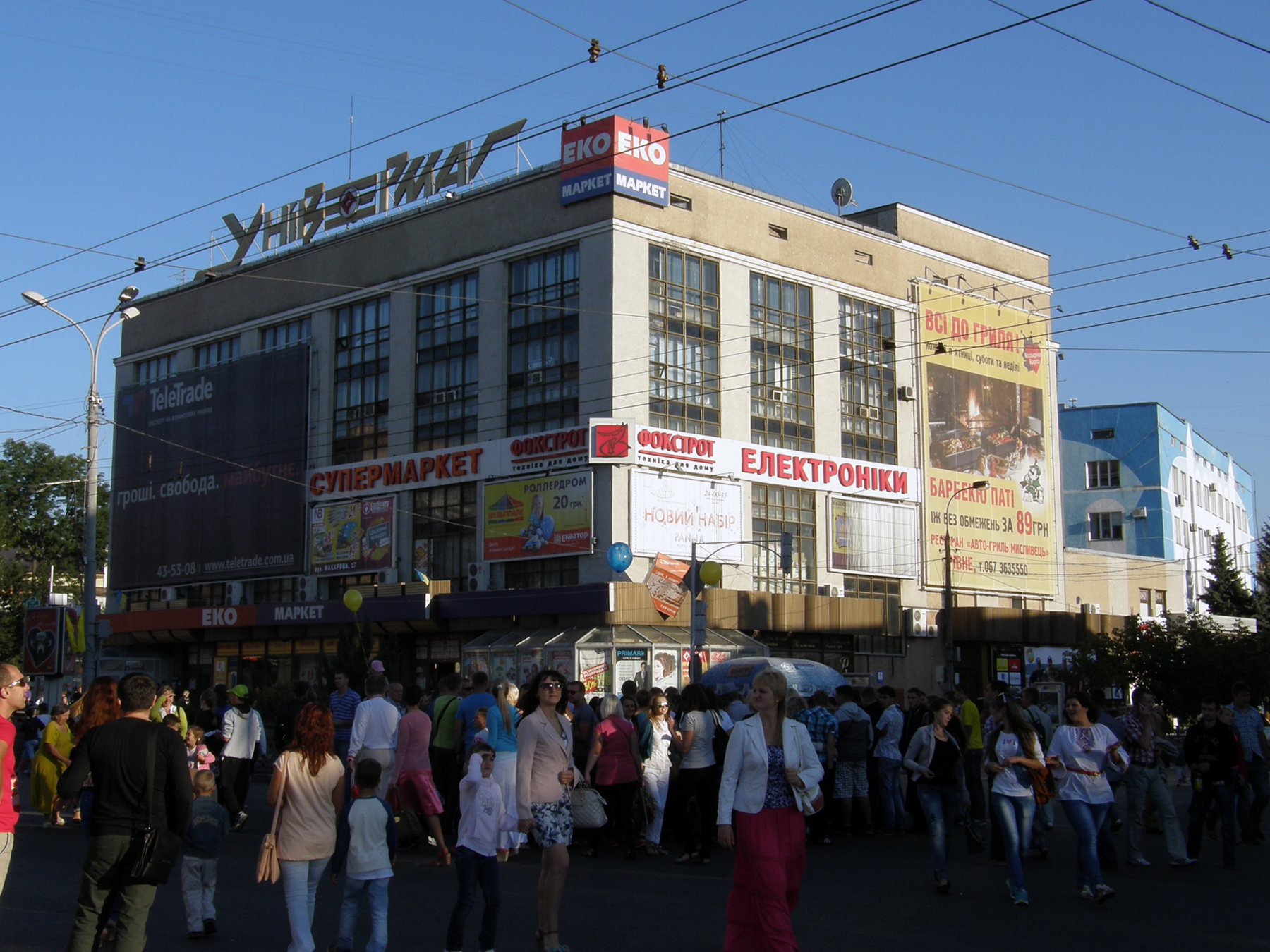
№ 17 – Центральний універмаг, 1964, типовий проєкт
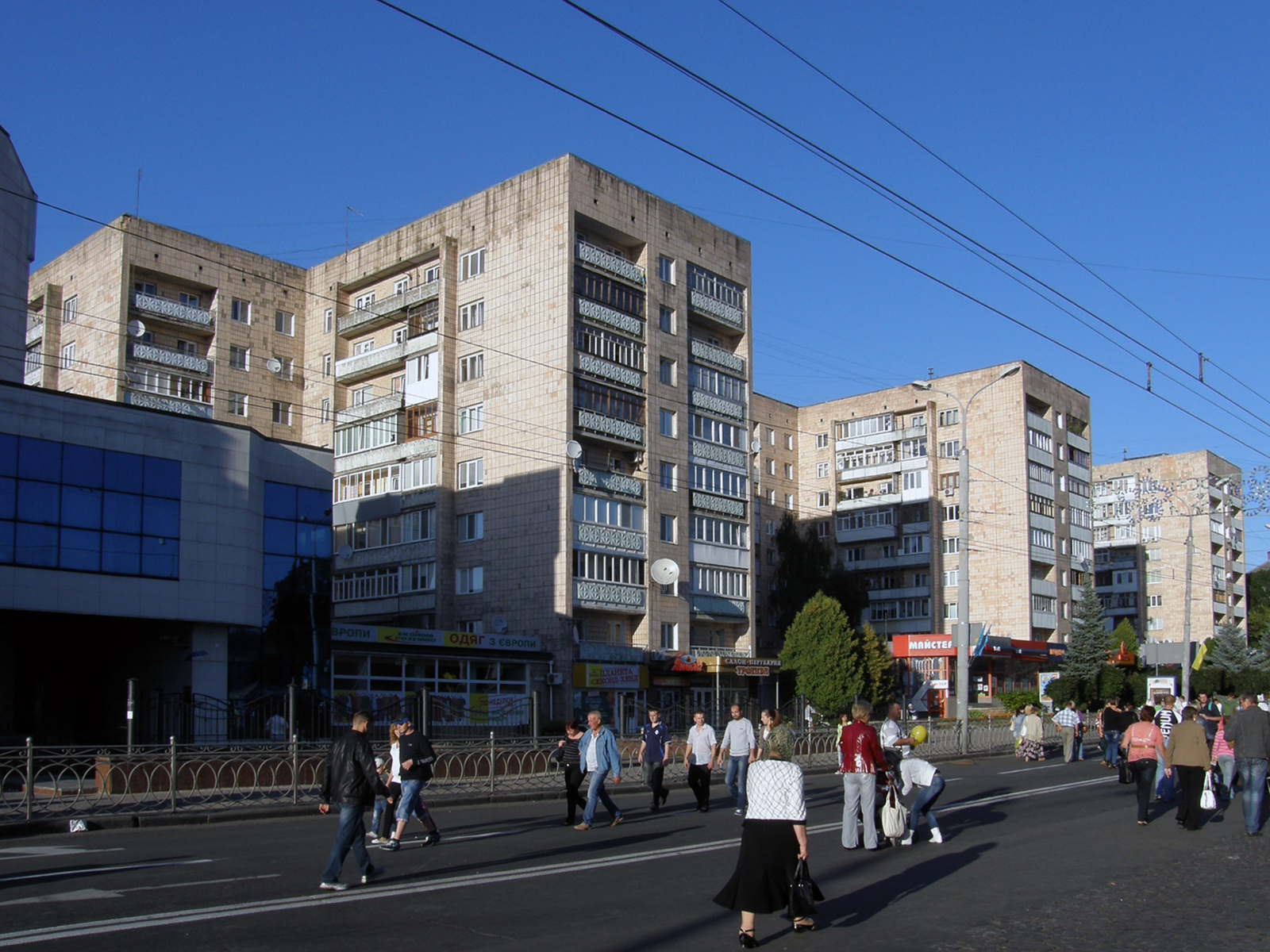
№№ 38, 36 і 34 — будинки серії 1-447С-41